# Eutelia rivata
Eutelia rivata là một loài bướm đêm trong họ Noctuidae.